# 9K115 Metys
9K115 Metys (ros. 9К115 Метис, kod NATO: AT-7 Saxhorn) – radziecki system przeciwpancerny.
System 9K115 Metys zaprezentowano armii w 1979 jako uzupełnienie cięższego systemu pocisków przeciwpancernych 9K111 Fagot.
Prace nad przeciwpancernym zestawem rakietowym drugiej generacji 9K115 Metys prowadzono w Związku Radzieckim w tulskim biurze konstrukcyjnym KBP.
Przyjęto założenia: prosta konstrukcja, mała masa i zasięg do około 1 km.
Do uzbrojenia Armii Radzieckiej został wprowadzony w 1980. W Wojsku Polskim w jednostkach desantowo-szturmowych znajdował się od 1984.

## Skład zestawu
- pocisk 9M1l5
- wyrzutnia 9P151

## Ogólna charakterystyka
System rakietowy 9K115 Metys przeznaczony jest do zwalczania celów opancerzonych w odległości 40 do 1000 m. Pocisk 9M115 wyposażony w głowicę bojową o działaniu kumulacyjnym wystrzeliwany jest z przenośnej wyrzutni rurowej i kierowany półautomatycznie z przewodowym przesyłaniem sygnałów kierowania. Napęd pocisku stanowi dwukomorowy silnik rakietowy (startowy i marszowy) na paliwo stałe.

## Dane taktyczno-techniczne
- Kaliber pocisku: 93 mm
- Rozpiętość płatów pocisku: 187 mm. Długość pocisku: 733 mm
- Długość pojemnika z pociskiem: 768 mm.
- Wymiary wyrzutni w położeniu bojowym: 815x400x440 mm
- Wymiary wyrzutni w położeniu marszowym: 760x225x275 mm
- Masa wyrzutni: 10 kg
- Masa pocisku z pojemnikiem: 6,33 kg
- Masa pocisku: 4,8 kg
- Kąt ostrzału w płaszczyźnie pionowej: ±5°
- Kąt ostrzału w płaszczyźnie poziomej: ±300
- Powiększenie układu optycznego przyrządu kierowania: 6x
- Połe widzenia układu optycznego przyrządu kierowania: 6°
- Prędkość średnia pocisku: 180 m/s
- Minimalna odległość strzelania: 40 m
- Maksymalna odległość strzelania: 1000 m
- Maksymalna prędkość celu: 60 km/h
- Zdolność przebicia pancerza: 460 mm
- Szybkostrzelność: 4-5 strz./min
- Czas przejścia w położenie bojowe/marszowe: 12/20 s
- Obsługa: 2 żołnierzy.

## Użytkownicy

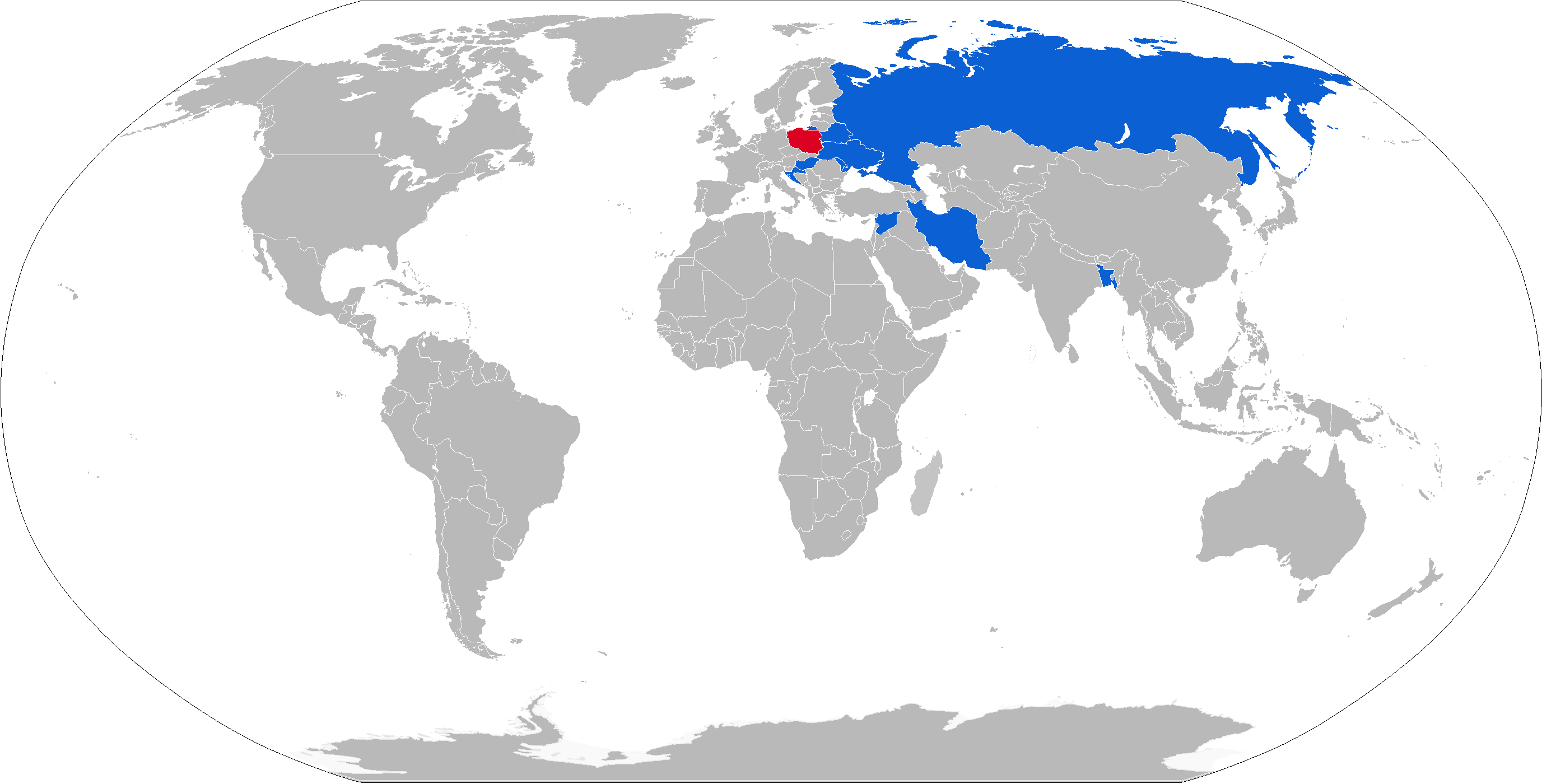
Niebieski – aktualni, czerwony – byli użytkownicy pocisku

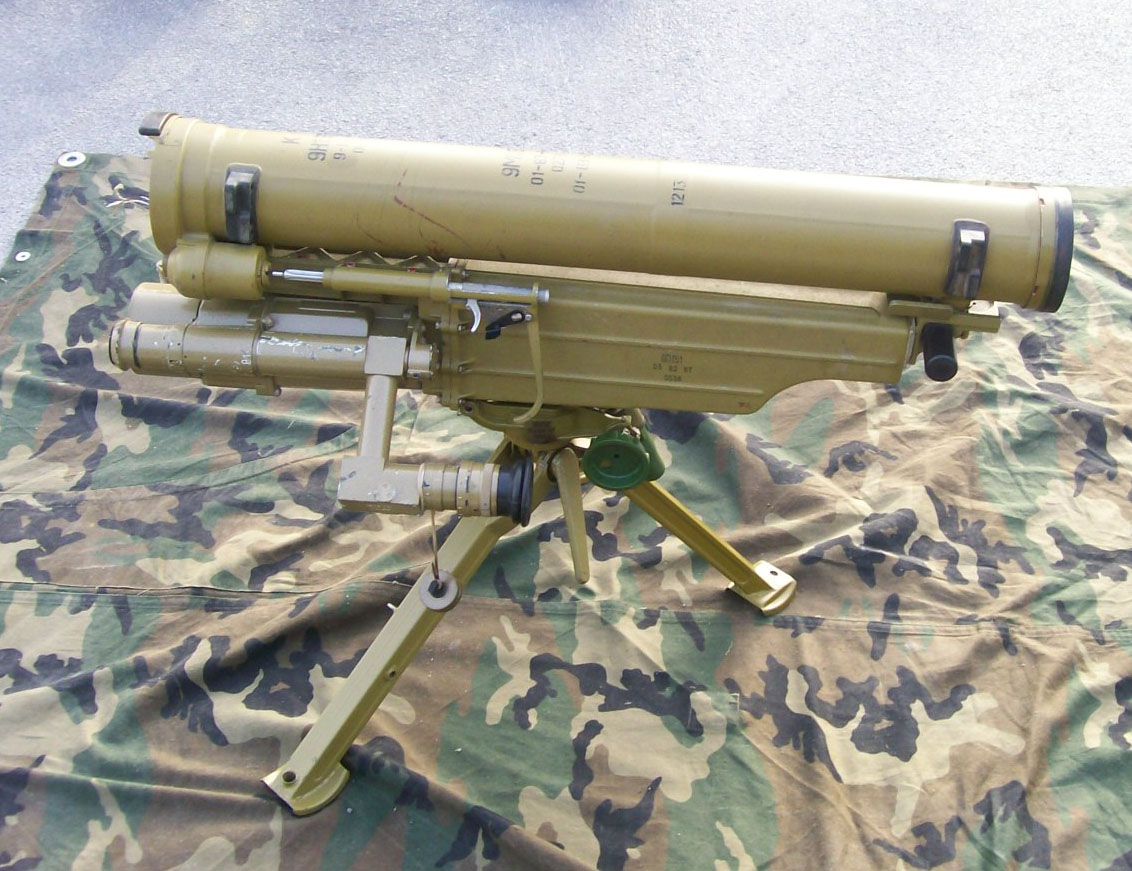
Chorwacki Metys

Aktualni użytkownicy
- Bangladesz
- Białoruś
- Chorwacja
- Gruzja[1]
- Iran
- Jemen(Huti)[2][3][4][5]
- Korea Północna
- Mołdawia
- Rosja
- Ukraina
- Sudan Południowy[1]
- Syria
- Węgry

Byli użytkownicy
- Polska – Wycofane
- ZSRR